# امباتومانگا، مانیاکاندریمانا
امباتومانگا، مانیاکاندریمانا (به لاتین: Ambatomanga, Manjakandriana) یک منطقهٔ مسکونی در ماداگاسکار است که در آنالامانگا واقع شده‌است.

## خصوصیات
امباتومانگا ۶٬۰۰۰ نفر جمعیت دارد و ۱٬۳۹۴ متر بالاتر از سطح دریا واقع شده‌است.